# Naszódi Irén
Naszódi Irén, szül. Agárdi (Fernezely, 1918. február 6. – Nagyvárad, 1997. november 25.) erdélyi magyar pedagógus, népművelő, néprajzi író. Nagyváradon, a Rulikowszki temetőben sírkövén ez a felirat áll: „Vadoncba rózsát oltok, hogy szebb legyen a Föld.”

## Életútja
Középiskolát Mátészalkán végzett, tanítóképzőt Szegeden és Debrecenben. Tanítói pályáját Biharcsanáloson kezdte (1942–49). Körösfőn helyettes tanár (1950–53), majd Magyarvalkón (1953–54), Magyarbikalon (1954–80) tanított és végzett kutató és népnevelő munkát, amit nyugdíjba vonulása után is folytatott Nyárádköszvényesen.
Folklór tárgyú írásait az Előre, Igazság, Művelődés, Falvak Dolgozó Népe hasábjain közölte; a Dolgozó Nő (1970/2) jelentette meg Bölcsőtől – bölcsőig című összeállítását, melyben Kalotaszeg szokásait vitte zenés színpadra. Magyarbikali műkedvelő csoportjával országszerte bemutatkozott, s a 16. századbeli Valkai András költő Bánk bán c. drámáját mint ősbemutatót vitte sikerre falujában, majd a kolozsvári Magyar Színházban is (1980). Vermesy Péter korhű zenéjével kísért történelmi darab előadását Szőcs István így jellemzi: "Bámulatos volt, ahogy az olvasásra nehéznek, göröngyösnek, szivájosnak tűnő szöveg a bikaliak élő hangsúlyozásában, természetes hanghordozásában megszólalva egyszeriben áttetszővé, élő közlésként felfoghatóvá vált [...] mintha Valkai András nem közel félezer évvel, hanem ma jött volna át a majdnem szomszédos Valkóról ezzel a történettel."
Három évtizedes művelődési tevékenységét korrajzba foglalva dolgozta fel (kéziratban), mellékletként 400 kalotaszegi fényképfelvétellel.